# Flavius Hannibalianus
Flavius Hannibalianus (? – 337. szeptember) a Constantinus-dinasztia tagja, Flavius Iulius Dalmatius második fia, aki féltestvére volt I. Constantinus római császárnak. Nevét dédapjáról, Flavius Afranius Hannibalianusról kapta.
Hannibalianus valószínűleg a galliai Tolosában (ma Toulouse) született testvérével, Dalmatiusszal együtt. Nevelőjük Exuperius rétor volt. Apjával együtt költözött Konstantinápolyba a 330-as évek elején (329 után). 335-ben feleségül vette I. Constantinus idősebb leányát, Constantinát, ekkor megkapta a nobilissimus címet.
Constantinus 337-es hadjáratán, amelyet a Szászánida Birodalom ellen indított, a Rex Regum et Ponticarum Gentium címet kapta, vagyis a Pontuskörnyéki területek névleges királya lett, amely uradalmat a győzta perzsa-hadjárat után vehetett volna birtokba. 337 májusában azonban Constantinus meghalt, a hadjárat elmaradt. A nyár folyamán II. Constantius minden unokatestvérét kivégeztette, egyik utolsó áldozata Hannibalianus volt szeptemberben. Constantius később Constantinát Flavius Constantius Gallushoz adta feleségül.
Hannibalianust több történész is említi, így Ammianus Marcellinus, Sextus Aurelius Victor és Zószimosz is. Feltűnik Claudius Iulianus császár athéniakhoz írt levelében is.